# Silas Young
Caleb Dewall (né le 9 août 1980 à Green Bay, Wisconsin), plus connu sous son nom de ring Silas Young, est un catcheur (lutteur professionnel) américain.

## Carrière

### World Wrestling Entertainment
Il effectue quelques matchs en tant que jobber en 2007 et 2010, notamment en perdant contre The Miz le 25 septembre 2007.

### Ring of Honor (2007-2021)

#### Retour à la ROH et Top Prospect Tournament (2012-2013)
Il effectue son retour à la ROH le 14 juillet 2012 en perdant contre Michael Elgin après 3 ans d'absence. Le 15 septembre, à Death Before Dishonor X, il perd face à Tadarius Thomas dans un match qualificatif pour Survival of the Fittest 2012. Il participe ensuite au Top Prospect Tournament 2013. Le 5 janvier, il bat Adam Page et se qualifie pour le tour suivant. Il se fait éliminer du tournoi par Matt Taven le 2 février. Le 2 mars, à 11th Anniversary Show, il perd dans un Six Man Mayhem match au profit de ACH. Après plusieurs défaites d'affilée, il retrouve la victoire en battant Adam Page et Q.T. Marshall le 27 juillet. Le 17 août, il bat à nouveau Adam Page. Le 20 septembre à Death Before Dishonor XI, il perd face à Jay Lethal.

#### The Last Real Man (2013-2017)

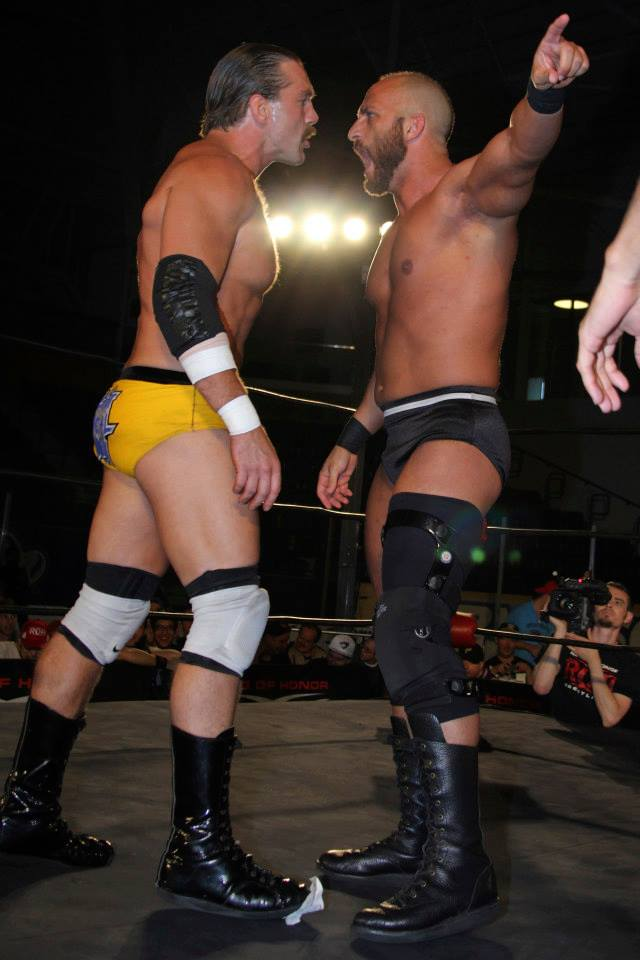
Silas Young et Tommaso Ciampa durant leur course vers le titre de la télévision de la ROH.

Le 28 septembre, lors de Hopkins Show, il défie à quiconque de le battre dans un match en un contre un. Mark Briscoe accepte le challenge et le bat,. Plus tard dans la soirée, il participe à une bataille royale où le vainqueur obtient un match de championnat pour le ROH World Championship. Il fait partie des deux derniers survivants mais fut éliminé par Mark Briscoe. Après le match, il refuse de serrer la main à Mark Briscoe et l'attaque. Les deux hommes s'affrontent à Glory by Honor XII et Young remporte le match. Le 15 novembre, il perd contre son frère Jay Briscoe. La rivalité prend fin le 14 décembre, lors de Final Battle 2013, il bat Mark Briscoe dans un Strap match.
Le 4 janvier, il perd contre Tommaso Ciampa et ne remporte pas le ROH World Television Championship. À l'issue de ce match, Matt Taven vient ensuite féliciter les deux protagonistes mais Young refuse de lui serrer la main et l'attaque. Il perd contre Matt Taven à 12th Anniversary Show. Il prend sa revanche le lendemain en battant Matt Taven, Caprice Coleman et Takaaki Watanabe[réf. nécessaire]. Le 8 mars, à Raising the Bar - Night 2, il bat Matt Taven à la suite d'une intervention de Truth Martini. Le 10 mai, à Global Wars, il reçoit un match de championnat pour le ROH World Television Championship mais perd contre Matt Taven, Tommaso Ciampa et Jay Lethal, ce dernier conservant sa ceinture. Le 22 juin, à Best in the World (2014), il perd contre Kevin Steen. Le 12 juillet, il bat Matt Taven, Jimmy Jacobs et ACH et devient challenger pour le ROH World Championship détenu par Michael Elgin. Le 18 juillet, il prend sa revanche sur Kevin Steen dans un No Disqualification match. Le 15 août à Field of Honor (2014), il bat Tommaso Ciampa. Le 22 août, à Death Before Dishonor XII, il perd contre Michael Elgin et ne remporte pas le ROH World Championship. La ROH annonce par la suite qu'il est blessé et sera indisponible pendant plusieurs mois.
Il effectue son retour au sein de la fédération le 13 mars en perdant par disqualification contre Will Ferrara. Il entame ensuite une rivalité avec Dalton Castle, car il ne le considère pas comme un homme. Le 19 juin, à Best in the World (2015), il perd contre Dalton Castle. Le 18 septembre, à All Star Extravaganza VII, il bat Dalton Castle dans un match revanche, où les Boys de Castle étaient en jeu. Le 18 décembre lors de Final Battle 2015, il bat à nouveau Dalton Castle. Après le match, les Boys se retournent contre lui et reviennent auprès de Castle.

#### Double ROH World Television Champion (2017-2018)
Le 15 décembre 2017, il remporte le ROH World Television Championship au cours d'un Fatal-4 Way incluant également Punishment Martinez, Shane Taylor et le champion précédent Kenny King. Le 16 décembre, il conserve le titre en battant Simon Grimm. Le 9 février il bat Josh Woods. Le 10 février, il perd le titre contre Kenny King. Lors du 16e anniversaire de la ROH, il perd contre Kenny King et ne récupère pas le titre.
Le 7 avril 2018, il bat Kenny King au cours d'un last man standing match et devient ROH World Television Champion pour la deuxième fois, après le match il est défié par Austin Aries pour le titre. Le 14 avril, il bat Flip Gordon et conserve son titre. Le 15 avril lors de ROH Masters of the craft, il bat Cheeseburger et conserve son titre. Lors de l'épisode du 6 juin (enregistré le 13 mai), il bat Austin Aries par disqualification et conserve son titre. Le 15 juin, il bat Curt Stallion. Le 16 juin, il perd son titre contre Punisher Martinez.
Le 3 septembre à la ROH, il perd avec Bully Ray contre Chucky T & Beretta après que Ray l'ait laissé seul contre Beretta et Chucky T.
Le 28 septembre lors de ROH Death Before Dishonor, Bully Ray & Silas Young battent Flip Gordon & Colt Cabana. Ils remportent le match de façon controversé, l'arbitre étant hors d'action lorsque Gordon fit passer Young à travers une table, Ray plaça Gordon sur la table cassée et la victoire leur fut attribuée.
Le 12 octobre lors de la première nuit de ROH Glory By Honor XVI, il perd contre Jay Lethal et ne remporte pas le ROH World Championship.

### All Elite Wrestling (2022)
Le 22 juin 2022, il fait ses débuts à AEW Dynamite en perdant contre Adam Page.

## Palmarès
- -     - All American Wrestling
      - AAW Heavyweight Championship (2 fois)
      - AAW Heritage Championship (1 fois)
      - Allegiance Tag Team Tournament (2013) – avec Jimmy Jacobs

    - All-Star Championship Wrestling / NWA Wisconsin
      - ACW Heavyweight Championship (1 fois)
      - NWA Wisconsin Heavyweight Championship (1 fois)

    - NWA Mid American Wrestling
      - MAW Junior Heavyweight Championship (1 fois)
      - MAW Tag Team Championship (1 fois) – avec-Zach Gowen

    - NWA Midwest
      - NWA Midwest Heavyweight Championship (3 fois)

    - Pro Wrestling Illustrated
      - PWI ranked him #206 of the top 500 singles wrestlers in the PWI 500 in 2014

    - Ring of Honor
      - ROH World Television Championship (2 fois)
      - ROH Rivalité de l'année (2017) vs Jay Lethal
      - Honor Rumble (2016)
      - Tag Wars Tournament (2016) – avec The Beer City Brusier

    - Xtreme Intense Championship Wrestling
      - XICW Tag Team Championship (1 fois) – avec Gavin Starr

## Récompenses des magazines
- Pro Wrestling Illustrated

| Année | 2009 | 2010 | 2011 | 2012 | 2013 | 2014 | 2015 | 2016 | 2017 | 2018 | 2019 | 2020 |
| ----- | ---- | ---- | ---- | ---- | ---- | ---- | ---- | ---- | ---- | ---- | ---- | ---- |
| Rang  | 427  | 335  | 310  | 282  | 248  | 206  | 215  | 213  | 256  | 73   | 216  | 332  |

## Liens Externes
- CageMatch
- Internet Wrestling Database
- Online World of Wrestling
- Wrestlingdata

- Ressource relative à l'audiovisuel :   - IMDb